# Lijst van personages uit Spoed
Dit is een lijst met personages uit de Vlaamse televisieserie Spoed.

## Barbara Dufour
- Acteur: Truus Druyts
- Jaartal: 2000-2003
- Afleveringen: 1 tot 129

Dokter Barbara Dufour verpest de vriendschap tussen haar en haar hartsvriendin Anneke Wiels wanneer ze in bed duikt met Annekes vriend Dirk Velghe. Later maken ze het weer goed met elkaar en trekt Babs bij haar in. Er duikt een nieuwe liefde op voor Babs namelijk verpleger Bob Verly. Ze leiden een gelukkig liefdes leventje tot Babs hem ten huwelijk vraagt. Er ontstaan ruzie's en dokter en hoofd van de spoed afdeling Luc Gijsbrecht merkt dit op. Hij plaatst bob over en ze horen niks meer van elkaar. Wanneer ze een nieuwe verpleger nodig hebben roept Luc hem weer op en hij komt terug op de spoedafdeling werken. Eerst ontloopt Babs hem maar na dat bob haar leven redt slaat de vlam weer over. Ze worden terug een koppel. Bob doet er alles aan om Babs mee te krijgen op reis maar het gaat niet gemakkelijk. Uiteindelijk lukt het hem toch om haar te overhalen. Wanneer ze een avondje gaan eten op hun vakantie vraagt bob haar ten huwelijk en ze zegt JA! Al duurt hun geluk niet lang want als Babs een aanbod krijgt voor een stage in Italië en daar op in gaat kunnen hun trouwplannen het eerste jaar niet doorgaan. Bob vindt het best dat ze gaat. Een jaar later de dag dat ze zou terugkomen krijgt ze een dodelijk auto-ongeluk op weg naar het vliegveld. Het slaat zwaar aan bij haar collega's maar nog het meeste bij Bob.

## Luc Gijsbrecht
- Acteur: Leo Madder
- Jaartal: 2000-2007
- Afleveringen: 1 tot 204 (Hij werd vervangen door dokter Leroy. Gijsbrecht ging in Afrika werken.)
- Familieleden: Tom Gijsbrecht, Hilde Somers

Luc Gijsbrecht is het hoofd van de spoedafdeling van het Algemeen Ziekenhuis in Antwerpen. Hij heeft een zoon, Tom en een dochter, Hildeke. Zij kreeg pas na 18 jaar te horen dat Luc haar vader is en Tom haar broer. Eerder bleek ze zwanger te zijn van Tom en moest een abortus plegen. Dit werd haar allemaal te veel en pleegde in aflevering 7 zelfmoord. Wanneer Luc een telefoontje krijgt dat zijn zoon Tom al 2 maanden wordt vermist, wordt hij ongerust en dat merken zijn collega's op de spoedafdeling al snel op.
Enkele jaren later trouwt hij met Dokter Marijke Willems, hoofd van pediatrie. Op hun bruiloft volgt er een ontploffing met dodelijke slachtoffers. Onder hen zat ook ambulancier Cisse.
Later scheiden Luc en Marijke echter en maakt Luc het leven zuur. Ze verdringt uiteindelijk Luc als medisch directeur van de spoeddienst. Met gevolg dat Luc aan het einde van seizoen 8 geveld wordt door een hartinfarct. In seizoen 9 wordt Marijke ontslagen als medisch directeur en in seizoen 10 neemt Luc haar baan weer over.
Begin seizoen 11 komt Luc niet opdagen en dat vinden zijn collega's raar. Na een tijdje krijgen ze te horen dat Luc normaal gepromoveerd is maar hij dat niet had aanvaard en dus zijn ontslag had ingediend. Na zijn ontslag komt de naam 'Luc' niet meer in de serie alleen wordt er bekendgemaakt dat hij naar Afrika vertrokken is.

## Lies Weemaes
- Acteur: Arlette Sterckx
- Jaartal: 2000-2006
- Afleveringen: 1 tot 191

Verpleegster Lies Weemaes behoort tot de oorspronkelijke cast van spoed en is tot het einde van seizoen 9 in de serie gebleven. Ze is wel 2 maal met ziekteverlof gegaan en ze zat een tijdje in de gevangenis. Lies heeft nooit veel geluk gehad in de liefde. In seizoen 1 liet haar vriend Marc haar zitten toen ze zwanger werd. Uiteindelijk liep dit uit op een miskraam. Later, met haar nieuwe vriend Bart, liep het uiteindelijk ook op niets uit. In seizoen 4 wordt ze verliefd op dokter Geert Van Gestel, maar hij is verliefd op verpleegster Lynn Houben. Ze is stikjaloers, maar wanneer Lynn en Geert naar het buitenland verhuizen kalmeert alles. Als ze euthanasie pleegt op een zwaar gehandicapte patiënt, omdat die jongen het haar gevraagd had, wordt ze beschuldigd van moord en moet ze een tijdje naar de gevangenis. Tijdens haar gevangenschap wordt ze verliefd op pastoor Jo, die haar vaak bezoekt. Na haar vrijlating kiest hij toch voor zijn celibaat. In seizoen 6 wordt ze verliefd op de nieuwe dokter Ben De Man, en het is wederzijds. Wanneer ze ontdekt dat hij een versierder is en ook iets heeft met o.a. verpleegster Mel De Cock en trouwplannen heeft met dokter Leen Passchiersschens van heelkunde, loopt ook deze relatie ten einde. Nadat Ben uiteindelijk stierf aan Chinese griep, ontdekt ze dat ze zwanger is van hem. Ze wil abortus plegen, maar omdat haar vriendin dokter Kathy Pieters dit niet wilde doen, vertelde ze aan iedereen dat Kathy seropositief is. Uiteindelijk kunnen Kathy en verpleegster Mel De Cock haar overtuigen de baby te houden. Lies ontdekt dat Ben echt van haar hield en wil haar zoontje naar hem noemen. Ze bevalt echter veel te vroeg en de premature Ben moet een tijdje vechten voor zijn leven, maar hij haalt het. Lies neemt uiteindelijk ontslag aan het einde van seizoen 10 omdat ze meer tijd wil doorbrengen bij haar zoon.

## Vanessa Meurant
- Acteur: Anke Helsen
- Jaartal: 2000-2004
- Afleveringen: 1 tot 151

Vanessa Meurant werkt al jaren als baliebediende op de spoedafdeling en kan met al haar collega’s goed opschieten. Ze begint een relatie met ambulancier Fredje, maar later blijkt dat deze getrouwd is. Hij kiest uiteindelijk toch voor haar. Ze is erg aangeslagen door de dood van ambulancier Cisse en kan het niet goed vinden met zijn vervanger Staf. Later betert dit wel. Tijdens een gijzeling loopt Vanessa 2 schotwonden op. Ze overlijdt uiteindelijk aan de combinatie van de Chinese griep en de gevolgen van haar schotwonden.

## Jos Blijlevens
- Acteur: Wim Van de Velde
- Jaartal: 2000-2003
- Afleveringen: 1 tot 128

Dokter Jos Blijlevens is een echte vrouwengek. Een van zijn relaties zorgde voor de overplaatsing van verpleegster Anouk Van Diest. Hij heeft ook nog relaties gehad met verpleegsters Maria Van der Aa, Melinda De Cock en Fien Aerts. Met Fien heeft hij een dochter, Josefien. Jos nam in afl. 128 ontslag omdat hij de moordenaar van zijn vriend Cisse aan zijn lot overliet toen hij medische hulp nodig had. Samen met Fien en hun dochter vertrok hij naar Rwanda. Hij stuurt nog gauw een brief naar Luc om uit te leggen waarom hij ontslag nam.

## Cisse De Groot
- Acteur: Rudy Morren
- Jaartal: 2000-2003
- Afleveringen: 1 tot 127

Cisse De Groot was ambulancier op de spoeddienst. Hij was niet van de gemakkelijkste, maar hij deed zijn werk uitstekend. Als er een oproep binnenkwam, was hij meteen ter plaatse. Hij is ook een kampioen in het vloeken. Cisse is getrouwd met Magda en ze hebben een zoon, Stef. Cisse heeft niet echt een goede relatie met zijn zoon, waardoor hij zich een slechte vader voelt. Wanneer zijn getrouwde collega Fredje een relatie start met Vanessa zonder dat zij weet dat hij getrouwd is wordt Cisse boos. De vechtpartij die hierop volgde kostte hem bijna zijn baan. Cisse overlijdt door een ontploffing op het huwelijk van Luc en Marijke.

## Anouk Van Diest
- Acteur: Anne Somers
- Jaartal: 2000
- Afleveringen: 1 tot 17

Anouk Van Diest was een verpleegster op de spoedafdeling. Ze had een relatie met dokter Jos Blijlevens, maar omdat hij haar vaak bedroog met andere vrouwen, liep dit niet op rolletjes. Anouk wordt overgeplaatst naar het St.-Elisabethziekenhuis wanneer zij en Jos tijdens een vrijpartij in de residentiekamer worden betrapt door Luc.

## Dirk Velghe
- Acteur: Robert de la Haye
- Jaartal: 2000
- Afleveringen: 1 tot 10

Urgentiearts Dirk Velghe is net afgestudeerd en aan de slag gegaan in het team van Luc Gijsbrecht. Zijn vriendin Anneke is sinds jaar en dag de beste vriendin van zijn collega Barbara Dufour. Feit is dat Babs ook een oogje heeft op Dirk, en de twee belanden uiteindelijk in bed. Nadien maakt Dirk haar echter duidelijk dat hij Anneke trouw wil blijven. Wanneer Babs nadien alles opbiecht aan Anneke, betekent dit meteen het einde van hun hechte vriendschap. Dirk heeft al een hele tijd last van hoofdpijn en duizeligheid. Plots stort hij in elkaar op de spoedafdeling. Blijkt dat hij een hersentumor heeft en dringend geopereerd moet worden. Dit kan echter niet meer baten en hij belandt in een coma. Hij wordt lange tijd kunstmatig in leven gehouden, maar is in feite hersendood. Anneke wil niet dat Dirk als een plant leeft, en vraagt aan Babs om zijn leven te beëindigen. Na Dirks dood vinden ze troost bij elkaar en worden ze weer vriendinnen.

## Kristof Welvis
- Acteur: Wim Stevens
- Jaartal: 2000-2001
- Afleveringen: 8 tot 41

Kristof Welvis is een nieuwe urgentie-arts op Spoed. Hij haalt Iris Van Hamme uit het prostitutie-milieu en trouwt met haar. Later krijgen ze ook een dochter, Kim. Ze vertrekken samen naar Amerika omdat Kristof de kans krijgt om zich daar te specialiseren.

## Bob Verly
- Acteur: Gert Lahousse
- Jaartal: 2000-2006
- Afleveringen: 15 tot 48, 102 tot 191

Bob Verly wordt aangesteld als verpleger om verpleegster Anouk Van Diest te vervangen. Hij wordt verliefd op dokter Babs Dufour en trekt bij haar en haar vriendin Anneke in. Later gaan Babs en Bob samen naar de Ardennen. Nadat Bob Babs’ huwelijksaanzoek afwees, keerde deze alleen terug. Toen Bob na een tijdje ook terugkwam, maakten de twee constant ruzie op het werkt. Nadat ze bij Luc op het matje geroepen werden, werd Bob overgeplaatst naar Sint-Elisabeth. In seizoen 5 keert hij terug omdat de aanhouding van verpleegster Lies verlengd werd. Hij en Babs maken nu geen ruzie meer en wanneer Bob, Babs’ leven redt, worden ze weer verliefd. Babs blijft een tijdje afstandelijk, maar dit verdwijnt als Bob haar ten huwelijk vraagt. Ze zegt "ja". Even later krijgt zij de kans om in Italië te gaan werken. Ze zouden dan trouwen bij haar terugkeer. Bob probeert verlof te krijgen om haar op te kunnen zoeken, maar door een tekort aan arbeidskrachten laat Luc dit niet toe. Wanneer Bob hoort dat Babs omgekomen is bij een auto-ongeluk op weg naar de luchthaven, komt dit hard aan. Hij kan het verlies maar niet verwerken, maar uiteindelijk lukt dit hem toch met de hulp van baliebediende Vanessa en Babs’ jeugdvriendin Ilse De Winne. Bob wordt verliefd op de nieuwe verpleegster Britt De Poorter. Uiteindelijk trouwen ze en verwachten ze zelfs een kindje. Britt wordt overgeplaatst, maar moet door haar zwangerschap thuisblijven. Omdat Britt door haar zwangerschap geen zin meer heeft in seks, zoekt Bob het bij stagiaire Ellen Van Poel. Wanneer Britt na een val naar het ziekenhuis moet komen, ontdekt ze dit en verbreekt ze hun relatie. Bob gaat af en toe vragen hoe het met de baby is, maar ze wil niets zeggen. Ook voor Ellen betekent hij niets meer. Deze verleidster heeft in dokter Filip Driessen haar volgende slachtoffer gezien. In seizoen 9 studeert hij voor de functie van hoofdverpleger, en na een moeilijk parcours krijgt hij de functie toch. Niet zo lang na zijn benoeming verlaat Bob toch de spoeddienst om een nog steeds onbekende reden.

## Fien Aerts
- Acteur: Anneke De Keersmaeker
- Jaartal: 2000-2003
- Afleveringen: 24 tot 125

Fien Aerts begint op de spoed als verpleegster. Ze krijgt onmiddellijk veel aandacht van verpleger Bob Verly, de vriend van dokter Babs Dufour. Fien wordt verliefd op dokter Jos Blijlevens. In het begin kent hun relatie enkele problemen, maar die raken opgelost. Door haar hernia wordt Fien overgeplaatst naar de kinderafdeling. Later gaat ze samen met Marijke Willems en Babs naar Oekraïne om zieke hartpatiëntjes naar België te halen voor een operatie. Bij haar terugkeer wil Fien graag met Jos trouwen, maar dat ziet hij niet zitten. Zelfs als ze hem vertelt dat ze zwanger is houdt hij de boot af en zegt hij dat hij nog geen kinderen wil. Als Fien een paar maanden later als zwangere vrouw iets wil repareren in haar huis, verwond ze zich. Ze moet onmiddellijk bevallen. Gelukkig gaat alles goed en zijn Jos en Fien de trotse ouders van Josefien. Met z’n drieën vertrekken ze naar Rwanda.

## Kathy Pieters
- Acteur: Christel Van Schoonwinkel
- Jaartal: 2002-2007
- Afleveringen: 81 tot 195

Kathy Pieters is een gedreven en goede urgentiearts. In seizoen 5 moest ze haar ex-vriend Brian, een Australische zeeman, behandelen. Ze verneemt dat ze door hem besmet is met het Hiv, en dit nieuws heeft een grote invloed op haar werk. Uiteindelijk vertelt ze het aan Luc en tot haar grote opluchting zal haar ziekte haar haar baan niet kosten. In seizoen 6 ontmoet ze Brian opnieuw, en als ze hem erover inlicht dat hij haar besmet heeft, blijkt dat hij dit zelf nog niet wist. Kathy gaat verder met haar leven en ontmoet Michel, maar ze luistert liever niet naar haar gevoelens dan haar geheim op te biechten. Op het einde van seizoen 6 ziet ze hem terug wanneer hij wordt opgenomen met de Chinese griep, en vertelt ze dat ze seropositief is. In seizoen 7 vertelt verpleegster Lies aan iedereen dat Kathy seropositief is, omdat Kathy geen abortus bij haar wilde doen. Kathy is er kapot van, maar al snel wordt ze terug door iedereen aanvaard zoals ze is. Ze komt ook Michel terug tegen. Ook hij is besmet met HIV, en ze praten er samen over. Tot een relatie komt het echter niet. In seizoen 8 verneemt ze dat Brian gestorven is aan aids en dat ze een huisje in de Provence (en een berg schulden) geërfd heeft. In seizoen 9 doet ze mee aan een experimentele behandeling tegen HIV en aids, maar na een paar allergische reacties moet ze hiermee stoppen. Ze gaat wat op krachten komen bij familie in Limburg. Als haar tante en haar zus omkomen bij een auto-ongeluk, krijgt zij de voogdij over haar neefje Thomas. In seizoen 10 ontdekt ze een melanoom op haar pols: de aids is doorgebroken. Wanneer medisch directeur André Maenhout dit te horen krijgt, verplicht hij Luc om haar met ziekteverlof te sturen. Om de eer aan zichzelf te houden, neemt ze uiteindelijk ontslag. Wat er daarna met dr Kathy Pieters is gebeurd is nu nog niet bekend

## Melinda de Cock
- Acteur: Chadia Cambie
- Jaartal: 2003-2004, 2007-2008
- Afleveringen: 111-154, (gast: 158, 163, 171 tot 173), 206 tot einde
- Familieleden: Steven Hofkens

In seizoen 5 en 6 is Melinda "Mel" De Cock te zien als verpleegster. Na haar huwelijk met dokter Steven Hofkens wordt ze overgeplaatst. In seizoen 11 komt ze terug in beeld, maar ze werkt nog steeds op Heelkunde. Ondertussen is ze getrouwd met Steven en zetten ze hun zinnen op een kind. Omdat hij onvruchtbaar is, proberen ze in seizoen 10 een kindje uit Afrika te adopteren. Dit verloopt niet probleemloos, want Thabo blijkt een terminale nierziekte te hebben. Uiteindelijk komt Thabo toch naar België en ontdekken haar man Steven en dokter Filip Driessen wat er echt aan de hand is, en ze genezen hem.

## Steven Hofkens
- Acteur: Sven De Ridder
- Jaartal: 2003-2008, gastrollen in 2003
- Afleveringen: 115, 125 tot 130, 135 tot einde
- Familieleden: Melinda De Cock

Steven Hofkens staat sinds zijn komst op spoedafdeling bekend als de arrogante dokter die zich boven alles en iedereen verheven voelt. Al van in het begin lopen de spanningen tussen hem en verpleegster Melinda De Cock (Mel) hoog op. Dit komt door zijn arrogantie, maar ook omdat hij haar in afl. 115, toen ze hem voor de eerste keer assisteerde, beschuldigde van de dood van een patiënt, terwijl hij zelf schuldig was. Geleidelijk aan veranderden hun haatgevoelens in liefde en uiteindelijk trouwen ze in afl. 154. Ze willen allebei graag een kindje, maar dit gaat niet omdat na onderzoek blijkt dat Steven onvruchtbaar is. Ze zetten in seizoen 10 al hun hoop op een adoptiekindje uit Afrika, al verloopt dit niet geheel vlekkeloos. In seizoen 11 is het eindelijk zover, maar Thabo blijkt een terminale nierziekte te hebben. Steven gelooft dit niet. Door Stevens koppigheid komt Thabo uiteindelijk toch naar België. Samen met dokter Filip Driessen ontdekt hij wat er echt met Thabo scheelt. Door het vieze drinkwater waren zijn darmen en nieren aangetast. Thabo wordt weer helemaal beter.

## Staf Costers
- Acteur: Marc Lauwrijs
- Jaartal: 2003-2004
- Afleveringen: 128 tot 151

Staf Costers is een vrijgezelle ambulancier die Cisse De Groot kwam vervangen na zijn dood op het trouwfeest van Luc en Marijke. Hij staat bekend als iemand die denkt dat hij alles het beste weet. Zo denkt hij bijvoorbeeld dat hij de beste ambulancier is. Zijn bekendste citaat is “De grootste van ’t stad”. Hij woont in een studentenflat nadat zijn relatie met de veel jongere Shana op de klippen liep. In aflevering 150 liep hij tijdens een gijzeling op de spoedafdeling een schotwonde in zijn knie op. Hij werd invalide verklaard en moest stoppen met werken. Hij werd vervangen door Karel Staelens.

## Ilse De Winne
- Acteur: Aza Declerq
- Jaartal: 2003-2004
- Afleveringen: 129 tot 154

Ilse De Winne is getrouwd en heeft 2 kinderen. Ze kwam in seizoen 6 haar jeugdvriendin Barbara (Babs) Dufour vervangen toen deze enkele maanden op stage ging in Italië. Na Babs’ terugkeer zou Ilse naar de kinderafdeling gaan, maar door het overlijden van Babs bleef ze op de spoedafdeling. Ze was tegen het verdwijnen van de kinderkamer op de spoedafdeling, een plan dat door Luc Gijsbrecht niet goed was uitgewerkt en dus door haar verkeerd begrepen was. In seizoen 7 moest ze als enige van het team van Luc stand-by blijven tijdens het huwelijk van Mel en Hofkens. Uiteindelijk deed ze, tegen Lucs wil in, haar eigen zin en ging ze in aflevering 154 naar de pediatrieafdeling om er als kinderarts te werken. Ze werd opgevolgd door dokter Iris Van De Vijver.

## Ben De Man
- Acteur: Bert Vannieuwenhuyse
- Jaartal: 2003-2004
- Afleveringen: 131 tot 152

Ben De Man kwam op de spoedafdeling als vervanger van dokter Jos Blijlevens. Hij is gescheiden en heeft twee kinderen. Net als zijn voorganger is hij een echte vrouwenversierder. Zo had hij op korte tijd een relatie met verpleegsters Melinda De Cock en Lies Weemaes. Daarna leek hij trouwplannen te hebben met dokter Leen Passchiersschens van de afdeling Heelkunde. Ook blijkt Lies zwanger te zijn van hem. In afl. 152 stierf hij ten gevolge van de Chinese griep.

## Karel Staelens
- Acteur: Hans van Cauwenberghe
- Jaartal: 2004-2007, gastrollen in 2003
- Afleveringen: 144 - 145, 151 tot 205, (gast: 214)

Karel Staelens vervangt Staf Costers als ambulancier. In het begin kan hij niet op veel steun rekenen van zijn collega’s, onder meer door zijn gedrag tegenover baliebediende Bea. Dit slaat helemaal om als hij door adequaat te handelen bij een gezinsdrama, een bloedbad voorkomt. Karel lijkt een man van 12 stielen en 13 ongelukken, want hij heeft al talloze baantjes gehad. Tot hij de kans zag om ambulancier te worden. Dit was zijn ware roeping. Hij sprong af en toe al eens in voor Staf, en toen deze invalide werd, greep hij zijn kans en nam hij de baan over. Een baan die hij nog steeds met veel liefde doet. Hij klopt veel uren, omdat hij graag een extraatje verdient. Hij heeft nooit veel geluk gekend in zijn privéleven. Karels vader was filiaalhouder bij een bank, tot hij plots werd ontslagen. Van toen af liep het mis tussen zijn ouders. Karel is zelf ook 2 keer getrouwd en telkens gescheiden. Met zijn eerste echtgenote heeft hij nog een platonische vriendschap, maar met zijn tweede vrouw, met wie hij twee kinderen heeft, kan hij het absoluut niet meer vinden. Dat was een echte vechtscheiding. Hij probeert een goede regeling te treffen met haar zodat ook hij zijn kinderen vaak kan zien, maar zijn ex doet alles om dat te verhinderen. Karel is een echte speelvogel, maar meestal is dat maar een masker waarachter verdriet en pijn schuilgaat. Wanneer zijn tweede ex sterft, moet hij alleen opdraaien voor de verzorging van de kinderen. Hij komt terecht in een totaal nieuwe wereld. Hij is heel blij wanneer baliebediende Bea trouwt met zijn neef Geert, en nog blijer wanneer hij poetsvrouw Frie ontmoet. Hij trouwt met haar en is voor het eerst in zijn leven volmaakt gelukkig. Tot hij als gevolg van de herstructureringen op de afdeling ontslagen wordt.

## Bea Goossens
- Acteur: Magda Cnudde
- Jaartal: 2004-2008
- Afleveringen: 153 tot einde
- Familieleden: Geert Staelens

Bea Goossens krijgt de moeilijke taak om de geliefde baliebediende Vanessa Meurant te vervangen. Bea is al boven de 50, en ze is heel blij dat ze ondanks haar leeftijd en rugproblemen (waardoor ze moest stoppen met haar baan als verpleegster) toch nog een baan kon vinden met veel afwisseling en actie. Ze leren haar op de spoedafdeling al snel kennen. Voor Bea is iedereen gelijk, of het nu een dokter, verpleger of patiënt is. Wie zich daar niet aan houdt, wordt door haar op zijn nummer gezet. Bea is een sterke vrouw. Dit heeft ze te danken aan haar verleden. Haar vader stierf aan longkanker toen ze 6 was. Toen ze groter was, hielp ze haar moeder, die vanaf dan alleen de boerderij draaiende moest houden. Ondertussen studeerde ze voor verpleegster. Toen haar moeder door ouderdom de boerderij moest opgeven, nam Bea haar in huis en verzorgde ze haar tot haar dood. Daardoor heeft ze nooit veel tijd gehad om een relatie te beginnen en woont ze nog steeds alleen. Hierdoor denken velen dat ze op vrouwen valt. Toch begint iedereen van haar te houden door haar eeuwig opgewekt humeur. Karel Staelens en Steven Hofkens proberen haar constant te plagen en zetten zelfs een geënsceneerde blind-date op touw omdat ze vermoeden dat ze lesbisch is. Achteraf blijkt dat dit niet waar is, want ze begint een relatie met Karels neef Geert. Zijn ex wil daar een stokje voor steken, en ze belaagt hen zelfs met een deurwaarder. Later geeft Bea nog een feest voor haar 25 jaar dienst. In seizoen 11 heeft ze er nog steeds veel zin in, al is ze veel alleen omdat Geert vaak weg moet door zijn baan als piloot. Met de komst van het nieuwe diensthoofd Andrea Leroy wordt ze terug tot verpleegster gepromoveerd. Bea is gelukkig, maar dan slaat het noodlot toe. Terwijl haar man in New York had moeten zitten, was hij een weekendje weg met zijn minnares en kregen ze een auto-ongeluk. De vrouw kon bevrijd worden, maar de auto vatte vuur voor Wim en Filip Geert konden bevrijden. Zo kwam ze te weten dat hij haar al 2 jaar bedriegt. De dood en het bedrog van haar man zijn een zware klap voor Bea.

## Iris van de Vijver
- Acteur: Ann Van den Broeck
- Jaartal: 2004-2008
- Afleveringen: 154 tot einde

Na de overplaatsing van dokter Ilse De Winne naar de kinderafdeling in seizoen 7, gaat dokter Iris Van De Vijver aan de slag op de spoed. Iris heeft geen luxe nodig en woont in een eenvoudig appartement. Af en toe zoekt ze haar familie op, maar dat contact is allesbehalve hartelijk. Ze vindt haar ouders, zussen en broer te conservatief en vindt ze een te enge kijk hebben op het leven. Iris is een idealiste. Na haar studies trok ze 8 jaar naar Afrika voor Artsen Zonder Grenzen, maar na de ontdekking dat haar broer Ivan, die ook meeging als verpleger, kleine Afrikaanse kindjes misbruikte, was ze genoodzaakt om terug te keren. Ze overtuigde haar broer om zich te laten opnemen in een psychiatrische instelling. Het afscheid van het zwarte continent viel haar zwaar. Daarom wil ze er met niemand over praten. Toch is ze haar zin voor avontuur niet kwijt en begint ze met veel plezier aan haar baan op de spoedafdeling. Niet lang daarna krijgt ze bezoek van Ivan. Hij is uit de instelling ontsnapt en begint haar te stalken en om geld te vragen. Er komen steeds meer verkrachtingszaken aan het licht in de kranten en op de spoed, maar later blijkt dat Ivan hier niets mee te maken heeft. Toch maakt het haar zeer ongelukkig. Uiteindelijk vertelt ze Luc dat Ivan haar pedofiele broer is. Op zijn aanraden zorgt ze ervoor dat Ivan weer in de instelling wordt opgenomen. Hij pleegt er zelfmoord. Iris beleeft een moeilijke tijd, maar alles begint er voor haar beter uit te zien als dokter Filip Driessen op de afdeling komt werken. Ze wordt smoorverliefd op hem. In seizoen 10 worden ze een koppel, maar hun prille liefdesgeluk wordt verstoord als ze een baan krijgt aangeboden in Afrika. Na een ruzie met Filip gaat ze op het voorstel in. Vlak voor haar vertrek komt Filip aanstormen. Hij wil haar niet verliezen. Op het laatste nippertje kiest ze toch voor hem. In seizoen 11 wonen ze samen en lijkt alles weer koek en ei. Ze hebben alles wat een jong koppel nodig heeft: liefde, werk, geld… Ze ontmoet haar zus Roos terug en ontdekt dat haar man haar en haar zoontje Tim slaat. Ze helpt haar zus en neefje, maar uiteindelijk gaat Roos toch terug naar hem. Iris’ liefdesgeluk met Filip is ook even in gevaar. Nadat hij met stuiptrekkingen wordt opgenomen in het ziekenhuis, wordt er na vele onderzoeken een aneurysma gevonden in zijn hersenen. Hij wordt geopereerd en raakt er gelukkig door. In de slotaflevering van seizoen 11 wordt ze door Filip ten huwelijk gevraagd en vertelt ze hem dat ze zwanger is…

## Britt De Poorter
- Acteur: Karolien De Beck
- Jaartal: 2004-2005
- Afleveringen: 154 tot 169, 177, 190

De 23-jarige Britt De Poorter heeft nog geen ervaring als ze verpleegster Mel De Cock komt vervangen op de afdeling van de spoed. Ze doet geregeld mee aan schoonheidswedstrijden en droomt ervan om ooit haar witte schort om te ruilen voor het lint van Miss België. Britt heeft een vriend, Johan, waarmee ze plannen heeft om te gaan samenwonen. Ze hebben dezelfde hobby’s: motorrijden en uitgaan. Als Johan op een dag zwaargewond op de afdeling binnengebracht wordt, geeft verpleger Bob hem de verkeerde medicatie. Britt beschuldigt hem van moord. Achteraf blijkt het een vergissing van een andere verpleegster te zijn, die de medicatie op de verkeerde plaats had gezet. Bob en Britt worden uiteindelijk verliefd en maken hun huwelijk bekend in aflevering 167. Niet veel later raakt Britt zwanger. Omdat Britt door haar zwangerschap weinig zin heeft in een actieve relatie, begint Bob iets met dokter Ellen Van Poel. Britt mag door haar zwangerschap niet werken en zit dus thuis, maar na een val moet Britt onverwacht naar het ziekenhuis. Zo ontdekt ze Bobs affaire met Ellen. Ze verbreekt hun relatie. Als Bob haar later nog eens opzoekt om te weten hoe haar zwangerschap verloopt, wil ze hem er niets over zeggen en alleen bevallen. Na nog een ruzie met Bob verdwijnt ze definitief uit de serie.

## Sven Ongena
- Acteur: Jochim Noels
- Jaartal: 2005
- Afleveringen: 166 tot 172

Sven Ongena is een jonge stagiair-dokter die alles heeft om een toparts te worden. Toch is hij erg onzeker. Een perfect slachtoffer voor dokter Hofkens dus, die hem met zijn opmerkingen makkelijk van de wijs kan brengen. Sven kan heel goed opschieten met zijn stagebegeleidster dokter Kathy Pieters. Hij wordt verliefd op haar en later blijkt dat dit wederzijds is. Als ze een relatie beginnen, waarschuwt Bea hem uit bezorgdheid over Kathy’s seropositiviteit. Sven vindt dat hun relatie daardoor niet kan blijven duren. Sven wordt later ontslagen omdat hij een ring aanvaardde van een dame die hem wilde bedanken voor zijn goede verzorging. Toen die dame overleed en de nabestaanden klacht indienden voor diefstal, moest Sven alles opbiechten. Luc was genoodzaakt om hem te ontslaan.

## Koen Laenen
- Acteur: Carl Ridders
- Jaartal: 2005
- Afleveringen: 166 tot 171

Dokter Koen Laenen komt opdraven als vervanger van dokter Patrick Matthijsen. Hij was eerst diensthoofd van de spoedafdeling van een klein ziekenhuis. Hij weet zeer goed wat hij wil en wat juist is en laat zich niet beïnvloeden, zeker niet door dokter Gijsbrecht. Net als zijn voorgangers Jos Blijlevens en Ben De Man is Koen een echte charmeur, die meteen al een paar verpleegsters aan de haak kon slaan. Na de scheiding van Luc en Marijke begon hij iets met haar. Dit leverde heel wat discussies met Luc op. Luc treiterde hem ook, door Koen niet meer mee te laten rijden voor interventies en door hem enkel lichtgewonden te laten verzorgen. Op een keer negeert Koen het bevel en gaat hij toch mee met de ambulance. Na een fikse ruzie ontslaat Luc hem. Als Koen achteraf gaat klagen bij Marijke, die medisch directeur is, laat ze hem vallen en beseft Koen dat ze hem gebruikt heeft om Luc te pesten. Wanneer Koen dit aan Luc vertelt, wil deze het ontslag meteen intrekken, maar dit wil Koen niet. Hij gaat werken in het O.L.V.-ziekenhuis.

## Ellen Van Poel
- Acteur: Karina Mertens
- Jaartal: 2006-2007
- Afleveringen: 172 tot 204

Ellen Van Poel start haar stage in het ziekenhuis in seizoen 8 als vervangster van de ontslagen stagiair-dokter Sven Ongena. Ze krijgt de pech de bikkelharde Hofkens als stagebegeleider toegewezen te krijgen. Ze kan het niet met hem vinden en hij geeft haar dan ook een slecht stagerapport. Gelukkig kan ze Luc Gijsbrecht overtuigen van haar kennen en kunnen, want in seizoen 9 is ze al vast benoemd tot dokter. Ellen start enkele seksueel getinte spelletjes met hoofdverpleger Bob, hierdoor loopt zijn relatie met verpleegster Britt helemaal stuk. Bob is er zeker van dat hij en Ellen een toekomst hebben, maar zij heeft haar pijlen intussen al op Filip Driessen gericht. Wanneer een patiënt, genaamd Van Poel een hartaanval krijgt weigert ze de eerste hulp toe te dienen en blijft ze verstijfd staan. Filip Driessen moet van haar overnemen en ontdekt later pas dat dit eigenlijk haar oom was, die haar in een ver verleden meerdere malen misbruikt heeft. Alle jeugdtrauma's komen opnieuw naar boven. Doordat Filip van haar geheim weet en haar helpt wint hij haar vertrouwen. Ze stort af en toe haar hart bij hem uit en wordt verliefd op hem. Ze doet er dan ook alles aan om de relatie die Filip en Iris hebben kapot te maken. Wanneer ze aan Filip opbiecht verliefd op hem te zijn en Filip haar duidelijk maakt dat hij dat niet is kust ze hem op het moment dat Iris binnenkomt. Ze probeert Iris van Filip weg te drijven en als hij dat merkt wordt hij flink nijdig op haar. Ze besluit om weg te gaan bij de spoed en haar oude leventje weer op te pakken.

## Filip Driessen
- Acteur: Kürt Rogiers
- Jaartal: 2005-2008
- Afleveringen: 173 tot einde

In seizoen 8 treedt dokter Filip Driessen op als vervanger van dokter Koen Laenen. Filip is allesbehalve een conventionele arts. Hij spijbelt enkele uren per week om het medisch televisieprogramma "Mag dat, dokter?" te presenteren. De medische directrice Marijke Willems heeft hier geen probleem mee, want ze denkt dat Filips bekendheid goede publiciteit kan zijn voor het AZ. Afdelingshoofd Luc Gijsbrecht denkt hier duidelijk anders over en de conflicten laaien hoog op. Na een tijdje kiest Filip er toch voor om voltijds op de spoed te werken. Filips ideeën over medicatie en behandelingen zijn even vaak een discussieonderwerp. Toch krijgt hij steeds hulp uit onverwachte hoek. Als Luc een hartinfarct krijgt en depressief wordt besluit Filip hem te helpen en ze worden goede vrienden. Filip wordt verliefd op zijn collega Iris. Toch moet hij eerst zien af te rekenen met dokter Ellen Van Poel. Ook zij heeft een oogje op hem en wil een stokje steken voor zijn relatie met Iris. Uiteindelijk worden Iris en Filip in seizoen 10 een koppel, en ook in seizoen 11 zijn ze nog altijd perfect gelukkig samen. Tot bij Filip een aneurysma wordt ontdekt… Hij moet een tijdje vechten voor zijn leven, maar wordt uiteindelijk succesvol geopereerd. Filip beseft dat het leven kostbaar is en wil graag aan kinderen beginnen. Iris vindt het hier echter nog wat te vroeg voor. Dit zorgt voor spanningen in hun relatie. In de laatste aflevering van seizoen 11 vraagt hij Iris ten huwelijk en vertelt Iris hem dolgelukkig dat ze toch zwanger is. Vanzelfsprekend is ook Filip hier zielsgelukkig mee.

## Yves Servaes
- Acteur: Koen Schepens
- Jaartal: 2006-2007, gastrollen in 2003
- Afleveringen: 192 tot 204

Verpleger Yves Servaes komt na de reorganisatie op de spoeddienst terecht. In het begin is hij heel terughoudend  maar al snel wordt duidelijk dat Yves het meer van zijn looks moet hebben dan van zijn kunnen. Yves komt dan ook altijd op cruciale momenten net te laat en dat heeft ook dokter Hofkens al langer gezien. De strijd tussen de twee loopt hard op. Bij de aanstelling van een nieuwe directeur in het ziekenhuis is Yves niet meer teruggekeerd, hij heeft om onbekende redenen ontslag genomen.

## Anne-Sophie De Maayer
- Acteur: Nele Bauwens
- Jaartal: 2007-2008, gastrollen in 2003
- Afleveringen: 192 tot einde

Anne-Sophie De Maeyer wordt in seizoen 10 aangenomen om Lies en Bob te vervangen. Ze is brutaal en onnauwkeurig. Daardoor gaat ze vaak in de clinch met dokters Kathy Pieters en Steven Hofkens. Ze heeft nog maar pas haar diploma verpleegkunde, maar toch kan ze het niet laten om haar collega’s goede raad te geven. Ze is er immers van overtuigd dat ze van haar vader (een huisarts) en op school alles geleerd heeft. Deze betweter is ook zeer naïef, waardoor ze gemakkelijk voor schut kan worden gezet. Vooral dokter Steven Hofkens heeft het niet zo voor haar. In seizoen 10 krijgt ze een relatie met haar collega-verpleger Sam Vermoessen. In seizoen 11 blijkt ze zwanger te zijn van hem, maar hij is spoorloos verdwenen. Ze pleegt abortus, maar zit achteraf met een schuldgevoel. Ze wordt weer de losbol en flapuit die ze vroeger was en laat zich gemakkelijk verleiden. Als ze wordt verleid door stagiair-dokter Pieter Bouten, gaat ze gretig in op zijn avances. Wanneer blijkt dat hij dit alleen deed omdat haar vader in het bestuur van het ziekenhuis zit en zo dacht zeker de baan van urgentiearts te krijgen, is ze erg gekwetst.

## Femke Vincke
- Acteur: Amaryllis Temmerman
- Jaartal: 2007-2008
- Afleveringen: 192 tot einde

Femke Vincke wordt in seizoen 10 aangenomen als verpleegster/ambulancierster na het vertrek van Bob en Lies. Ze is zeer betrouwbaar en een echte aanwinst voor de dienst. Ze is in de eerste plaats verpleegster, maar moet dus ook met de MUG uitrukken. Haar collega’s weten in het begin niet veel over haar, behalve dat ze getrouwd is en elke dag even naar haar “schat” belt om de avond te overlopen. Ze is perfect gelukkig en haar motto is “leven en laten leven”. Ze is recht voor de raap en laat zich niet intimideren door het mannen-onder-ons-sfeertje op de spoedafdeling. In seizoen 10 toont ze aan iedereen dat ze lesbisch is. Haar partner waarover zo vaak geroddeld werd is dus een vrouw. Haar geluk blijft jammer genoeg niet duren: haar vrouw gaat er in seizoen 11 vandoor met een man. Dan wordt ze verliefd op stagiair-dokter Jana Stevens en probeert haar te verleiden, maar nadat ze met elkaar naar bed zijn geweest, besluit Jana dat ze toch liever gewoon vriendinnen wil blijven.

## Wim Michiels
- Acteur: Govert Deploige
- Jaartal: 2007-2008
- Afleveringen: 192 tot einde

Wim Michiels wordt in seizoen 10 aangesteld als nieuwe hoofdverpleger na het vertrek van Bob Verly. Alles is nogal nieuw voor hem, maar toch wil hij geen raad of hulp omdat hij het zelf wil uitzoeken. Daardoor wordt alles nogal vlug chaotisch, ook omdat hij verstrooid is. Diensthoofd Luc Gijsbrecht ergert zich weleens aan hem, maar ondanks de hervormingen die hij in goede banen moet leiden, zijn alle collega’s wel vriendelijk voor hem en rapen ze de steken op die hij soms laat vallen. Hij groeit in zijn baan en heeft al gauw de touwtjes stevig in handen. In seizoen 11 wordt hij smoorverliefd op Evi, een nieuwe stagiair-dokter, maar hij heeft ook nog een gezin... Hij gaat even weg bij zijn vrouw, maar na even te hebben nagedacht, laat hij Evi vallen en gaat terug naar Sandra.

## Sam Vermoessen
- Acteur: Sébastien De Smet
- Jaartal: 2007
- Afleveringen: 192 tot 204

Sam Vermoessen wordt in seizoen 10 aangesteld als vervanger van Lies en Bob. Hij is een vrolijke, jonge gast die veel plezier in zijn werk heeft. Aan het einde van het seizoen begint hij een relatie met verpleegster Anne-Sophie.

## Andrea Leroy
- Acteur: Veerle Dobbelaere
- Jaartal: 2007-2008
- Afleveringen: 205 tot einde

Andrea Leroy komt in seizoen 11 dokter Gijsbrecht vervangen als diensthoofd van de spoedafdeling. Ze is een harde tante, maar een uitstekende arts. Ze probeert een perfecte scheiding te maken tussen haar werk en haar privé-leven, maar met een puberende zoon is dit niet makkelijk. Haar eerste acties als diensthoofd maken haar ook niet echt geliefd bij de collega’s. Ze moet van de directie immers hervormingen doorvoeren, waardoor er dus ontslagen vallen. Een van de slachtoffers is dokter Ellen Van Poel, die wordt vervangen door drie stagiair-dokters omdat dit goedkoper is. De beste stagiair zal uiteindelijk een vaste baan op de spoedafdeling krijgen. Daarmee laat Andrea een genadeloze concurrentiestrijd losbarsten tussen de drie, die ondanks alles toch goede vrienden zijn. Ook ambulancier Karel Staelens moet ze ontslaan. De spoedafdeling werkt vanaf nu met een externe firma, ook omdat het goedkoper is. Baliebediende Bea wordt ondanks haar zwakke rug door haar gepromoveerd tot verpleegster omdat ze in die baan haar ware talenten kan uiten en wederom omdat het goedkoper is. Lisa Deprez moet haar vervangen aan de balie. Andrea wordt helemaal opgeslorpt door haar werk en heeft daardoor minder tijd voor haar zoon Jochem. Als hij een ongeval krijgt en daardoor verlamd raakt aan zijn linkerbeen, eist haar ex-man Walter het hoederecht. Hij daagt haar voor de rechter en krijgt zijn zin. Ze krijgt het daar erg moeilijk mee en stort later haar hart uit bij dokter Filip Driessen. De emoties lopen daarbij erg hoog op en ze laat zich erdoor meeslepen. Ze probeert Filip te kussen en biedt later haar excuses aan.

## Evi Caubergs
- Acteur: Trine Thielen
- Jaartal: 2007-2008
- Afleveringen: 205 tot einde

Evi Caubergs is de tweede stagiair-dokter die dokter Ellen Van Poel moet vervangen. Jammer voor haar, krijgt ze dokter Steven Hofkens als stagebegeleider. Ze wordt al meteen door al haar collega’s met een scheef oog bekeken, omdat het algemeen geweten is dat ze een rijke vriend heeft die haar studies heeft betaald. Ze vinden haar en luxepaardje. Ze wordt verliefd op hoofdverpleger Wim Michiels en verlaat zelfs haar vriend voor hem. Ze stelt Wim voor het dilemma om voor haar of voor zijn gezin te kiezen. Hij verlaat zijn vrouw even, maar kiest uiteindelijk voor zijn gezin. Evi wordt even geschorst omdat men dacht dat ze geheime informatie over een minister die bij hen opgenomen was, had doorgespeeld aan de pers. Later komt Wim erachter dat het niet Evi, maar Jana was. Zo krijgt Evi toch de vaste baan als urgentiearts.

## Harry
- Acteur: Maarten Bosmans
- Jaartal: 2007-2008
- Afleveringen: 205 tot einde

Vanaf seizoen 11 heeft de spoeddienst ook zijn eigen stamcafé waar ze na de werkuren wat kunnen bijpraten: Harry’s. Harry is een oude vriend van dokter Steven Hofkens. Hij heeft nog 1 jaar geneeskunde met hem gestudeerd, maar Harry was gezakt op het einde van het jaar. Samen met zijn vrouw Sonja houdt hij nu de stamkroeg open. Even vrezen ze voor hun zaak als dokter Andrea Leroy hun een proces wil aandoen omdat ze haar zoon dronken op zijn brommer hebben laten rijden. Uiteindelijk vertelt Jochem dat het niet hun schuld was en biedt ze haar excuses aan.

## Lisa Deprez
- Acteur: Tatyana Beloy
- Jaartal: 2007-2008
- Afleveringen: 205 tot einde

Lisa Deprez krijgt de baan van baliebediende toegewezen, wanneer haar voorgangster Bea Goossens gepromoveerd wordt tot verpleegster. Haar rol is niet echt belangrijk en er wordt in de serie niet over haar uitgeweid zoals over de vorige baliebediendes, maar je kan zien dat ze plezier heeft in haar werk.

## Jana Stevens
- Acteur: Lore Dejonckheere
- Jaartal: 2007-2008
- Afleveringen: 205 tot 217

Jana Stevens ten slotte is de laatste stagiair die meedingt naar de baan van urgentiearts. Ze woont nog bij haar ouders en is heel verlegen, maar onder haar onschuldig voorkomen zit een gewiekste vrouw. Ze is vrijgezel en eigenlijk nog altijd wat op zoek naar haar seksuele identiteit. Veel van haar collega’s profiteren hiervan. Ze krijgt dokter Filip Driessen als stagebegeleider. Niet lang na haar intrede op de spoedafdeling zet ze de eerste stap naar volwassenheid en gaat ze alleen in het appartementje boven Harry’s gaan wonen. Ze weet niet wat ze moet doen als verpleegster Femke laat merken dat ze verliefd is op haar. Uiteindelijk besluiten ze gewoon vriendinnen te blijven. Jana heeft alles om de nieuwe urgentiearts te worden, maar op de dag voor de definitieve beslissing maakt ze een kapitale fout. Ze geeft geheime informatie over een minister die in behandeling is, door aan de pers. Ook wanneer de schuld op Evi wordt geschoven, doet ze niks om haar vriendin te helpen. Het komt haar immers goed uit dat ze een concurrente minder heeft. Als ze een telefoontje krijgt van de journalist die ze getipt heeft, kan Wim haar gesprek afluisteren en komt hij achter de waarheid. Zo krijgt ze de baan toch niet.

## Pieter Bouten
- Acteur: Sven Ronsijn
- Jaartal: 2007-2008
- Afleveringen: 205 tot 217

Pieter Bouten wordt aangesteld als een van de drie stagiair-dokters die dokter Ellen Van Poel moeten vervangen. Hij heeft elk studiejaar gedubbeld, maar beweert dat hij daardoor ook dubbel zo goed is. Pieter is een versierder, maar gelukkig krijgt hij dokter Iris Van De Vijver als stagebegeleider toegewezen. Zij is heel gelukkig met haar vriend, dokter Filip Driessen, en geeft dus niet toe aan zijn charmes. Toch flirt Pieter er lustig op los, ook op de spoedafdeling, en hij is ervan overtuigd dat hij de baan zal krijgen. Hij gaat hier heel ver in. Zo ver zelfs dat hij verpleegster Anne-Sophie verleidt omdat haar vader in de raad van bestuur zit. Hij denkt zo de baan te krijgen. Jammer voor hem mislukt zijn plannetje. Anne-Sophies vader heeft al van het begin door dat het hem om de baan te doen is. Op die manier heeft hij de baan niet, en heeft hij Anne-Sophie erg gekwetst.